# John Nelom (musicus)
Johannes Theodorus (John) Nelom (24 februari 1930 - 2006) was een Surinaams zanger, arrangeur, instrumentalist, liedschrijver en koordirigent.

## Biografie
Direct na de Tweede Wereldoorlog speelde hij trompet in de jazzband City and Country Guard met Eddy Snijders (bandleider), Eddy Gaddum (klarinet en saxofoon), Leo Knoppel (saxofoon), Eddy Muringen (trompet), August Macintosch (trompet) en enkele anderen.
Hij werd kapelmeester van de Politiekapel Suriname, en was de oprichter en dirigent van Maranatha, een mannenkoor waarvan er een in Suriname en in Nederland actief is.
Nelom wordt wel een van de grootste componisten van Suriname genoemd. Hij schreef de tekst en muziek voor mannen-, gemengde en kinderkoren. Een bekend voorbeeld is Wan bon dat hij op een tekst van R. Dobru componeerde. Ook wordt hij herinnerd om koorliederen als Krioro tafra en Wenke pe y'e go. Hij schreef zowel religieuze als folkloristische koormuziek, en componeerde niet alleen nieuw werk maar schreef ook arrangementen op liederen van anderen. Samen met Henk Brandflu en Waldy Simson schreef hij de muziek voor het concert Onze Eigen Muziek dat sinds 1998 werd gehouden.
Hij speelde een belangrijke rol in de oprichting van het eerste nationale koor, in samenwerking met de Federatie van Zangkoren in Suriname (FZS). Ook was hij betrokken bij de samenstelling van het Nationaal Koor Suriname in 2003, totdat hij zich terug moest trekken om gezondheidsredenen. Nelom overleed in 2006 op een leeftijd van circa 76 jaar oud.
Postuum werd in 2021 de februarimaand op de kalender van Waldy Simson aan hem gewijd. Op korenfestivals wordt vaak zijn muziek opgevoerd. Tijdens de begrafenis van Stan Lokhin in 2010 werd het door Nelom geschreven Wi Tata (Onze Vader) door het Maranatha Mannenkoor opgevoerd.